# Leão-marinho-da-califórnia
O leão-marinho é um mamífero pinípede semiaquático, de que há várias espécies, da subfamília Otariinae da família Otariidae, que vive em regiões de baixas temperaturas e alimenta-se principalmente de peixes (como o cherne e o arenque) e de moluscos.
Os leões-marinhos receberam este nome pois nos machos a pelagem é diferente da das fêmeas: eles têm uma espécie de juba, como a dos leões verdadeiros. Além disso, como eles têm um rugido grave, acabaram sendo chamados "leões". Habitam praias e costões rochosos e são frequentemente confundidos com focas. Devido a essa confusão tanto leões-marinhos como lobos-do-mar são conhecidos também como "focas orelhudas", no entanto há diferenças que distinguem esses dois animais; as focas não possuem orelha externa, ao contrário dos leões-marinhos, elas tem uma minúscula abertura do ouvido mas que lhe permitem excelente audição. Além disso as focas são melhores nadadoras e deslocam-se mal em terra arrastando seu corpo no solo. Já os leões-marinhos conseguem girar suas nadadeiras para frente e marchar bem em terra e escalar pedras, um excelente recurso para escapar de predadores.
A gestação de uma leoa-marinha dura em torno de 12 meses. Os filhotes chegam a medir 40 cm e, pelo fato de nascerem em terra, só aprendem a nadar depois de 2 meses de vida.
Os leões-marinhos já estiveram muito próximos da extinção. Entre 1917 e 1953, mais de meio milhão desses animais foram abatidos por caçadores em busca de sua gordura e de seu couro, usado sobretudo na confecção de casacos. Com a proibição da caça, esses animais, que chegam a pesar 300 quilos e a atingir 3 metros de comprimento (fêmea 140 kg e os machos 300 kg), começaram a se recuperar. Mesmo assim, ainda sofrem com a poluição das águas e, principalmente, com a pesca realizada com redes. Seus maiores predadores são o homem, as orcas e os tubarões. 